# Clypidina
Clypidina là một chi ốc biển, là động vật thân mềm chân bụng sống ở biển trong họ Fissurellidae.

## Các loài
Các loài trong chi Clypidina gồm có:
- Clypidina notata (Linnaeus, 1785)[2]